# 海路駅
海路駅（かいじえき）は、熊本県葦北郡芦北町大字海路にある、九州旅客鉄道（JR九州）肥薩線の駅である。

## 歴史
- 1952年（昭和27年）6月1日：日本国有鉄道が開設[2]。人吉機関区にキハ41000形気動車が配置され、運転を開始したことに基づく。
- 1987年（昭和62年）4月1日：国鉄分割民営化により九州旅客鉄道が継承[3]。

## 駅構造
単式ホーム1面1線を有する地上駅。山の斜面を削りホームを設置している。駅舎はなくホーム上に待合所が置かれている。
肥薩線の復旧へ向けて、利用の少ない駅の廃止を含めた駅配置の適正化をJR九州が求めたことから本駅の廃止が浮上し、2025年3月25日、熊本県や沿線自治体から形成される「JR肥薩線再生協議会」は「駅を拠点とした観光振興なども見込めない」と結論づけ、本駅の廃止を含めた復興計画案が合意に達した。

## 駅周辺
当駅のすぐ南西側にある平谷川（球磨川支流）に沿って集落がある。線路沿いに流れる球磨川にも集落があったが、1956年から1958年にかけて電源開発瀬戸石ダムが建設された際にダム湖となり多数の住人が移転してしまった。
- 球磨川
- 平谷川
- 芦北町立海路小学校 - 2022年に閉校。
- 国道219号 - 球磨川を挟んで対岸を走っているが、付近には球磨川を渡る橋はない。
- 嬰児渕

## 隣の駅
九州旅客鉄道（JR九州）
■肥薩線
瀬戸石駅 - 海路駅 - 吉尾駅